# Râul Curături
Râul Curături este un curs de apă, afluent al râului Taița. 